# Conrad Hilton
Conrad Nicholson Hilton Sr. (n. 25 decembrie 1887, San Antonio⁠(d), Comitatul Socorro, New Mexico, SUA – d. 3 ianuarie 1979, Santa Monica, California, SUA) a fost un om de afaceri american cunoscut ca fiind fondatorul lanțului Hilton Hotels.

## Tinerețe și educație
Hilton s-a născut în San Antonio, în ceea ce era pe atunci Teritoriul New Mexico, de la născutul norvegian Augustus Halvorsen Hilton (1854-1919) și Mary Genevieve Laufersweiler. A urmat Academia Militară Goss (redenumită de atunci ca Institutul Militar din New Mexico) și Colegiul Sf. Mihail (acum Universitatea de Artă și Design Santa Fe) și Școala de Mine din New Mexico (acum New Mexico Tech). Din 1912 până în 1916 Hilton a fost reprezentant republican în prima legislatură din New Mexico, când statul a fost nou format.
A slujit doi ani în armata Statelor Unite în timpul primului război mondial. După ce a terminat școala de formare a ofițerilor, a devenit locotenent secund și a slujit la Paris în Corpul de intendenți. În timp ce Conrad era în Franța cu armata după război, tatăl său a fost ucis într-un accident de mașină.
Cea mai durabilă influență pentru a modela filozofia filantropică a lui Hilton dincolo de cea a părinților săi a fost Biserica Catolică și surorile sale. El o credita pe mama sa că l-a îndrumat către rugăciune și către biserică ori de câte ori era tulburat sau consternat - de la pierderea copilăriei unui ponei iubit la pierderi financiare severe în timpul Marii Depresii. Mama lui i-a spus continuu că rugăciunea este cea mai bună investiție pe care o va face vreodată.